# العالم المفقود من سندباد
العالم المفقود من سندباد (باليابانية: 大盗賊) هو فيلم ياباني من إخراج سينكيتشي تانيغوتشي وبطولة توشيرو ميفوني وماي هاما، صدر عام 1963.

## الممثلون
- توشيرو ميفوني في دور سوكيزيمون نايا
- ماي هاما في دور الأميرة يايا
- ماكوتو ساتو في دور القرصان الأسود
- يونيو فوناتو في دور مينغ، أمير تايلاند
- ايتشيرو أرشيما في دور سينين الساحر
- كومي ميزونو في دور ميوا
- أكيكو اكاباياشي في دور خادمة يايا

## الإنتاج
يستند الفيلم إلى سيناريو تاكيشي كيمورا وشينيتشي سيكيزاوا والذي كان يعتمد على معالجة توشيو ياسومي.

## الإصدار
العالم المفقود من سندباد تم توزيعه مسرحياً في اليابان من قبل توهو في 26 أكتوبر 1963. والفيلم هو ثالث أكبر فيلم ربحية لتوهو في اليابان في عام 1963 وعاشر أعلى معدل في العالم.
تم توزيع الفيلم من قبل أميركان إنترناشيونال بيكشرز في الولايات المتحدة بنسخة باللغة الإنجليزية حيث أعيدت تسميته الساموراي القرصان، ومن ثم إعادته بعنوان العالم المفقود من سندباد. تم أصدار الفيلم بضعف الفاتورة في الولايات المتحدة مع حرب الزومبي و الذي صدر في 17 مارس / آذار 1965. وصدر في المملكة المتحدة في عام 1976.

## روابط خارجية
- العالم المفقود من سندباد على موقع IMDb (الإنجليزية)
- العالم المفقود من سندباد على موقع Turner Classic Movies (الإنجليزية)
- العالم المفقود من سندباد على موقع أول موفي (الإنجليزية)
- العالم المفقود من سندباد على موقع فيلمافينيتي (الإسبانية)
- العالم المفقود من سندباد على موقع قاعدة بيانات الفيلم (الإنجليزية)
- العالم المفقود من سندباد على موقع ليتربوكسد (الإنجليزية)
- العالم المفقود من سندباد على موقع كينوبويسك (الروسية)